# Курганы (Гомельская область)
Курганы (бел. Курганы́) — посёлок в Тереничском сельсовете Гомельского района Гомельской области Республики Беларусь.

## География

### Расположение
В 18 км от железнодорожной станции Якимовка (на линии Калинковичи — Гомель), 25 км на запад от Гомеля.

## Транспортная сеть
Рядом автодорога Жлобин — Гомель. Планировка состоит из прямолинейной улицы, ориентированной с юго-востока на северо-запад. Застройка двусторонняя, деревянная, усадебного типа.

## История
Основан в начале XX века переселенцами из соседних деревень. Наиболее активная застройка приходится на 1920-е годы. В 1926 году в Уваровичском районе Гомельского округа. В 1929 году жители вступили в колхоз. Во время Великой Отечественной войны 25 жителей погибли на фронте. В 1959 году в составе колхоза имени А.В. Суворова (центр — деревня Рудня-Телешевская).
До 1 августа 2008 года в составе Телешевского сельсовета.

## Население

### Численность
- 2004 год — 33 хозяйства, 68 жителей.

### Динамика
- 1926 год — 50 дворов, 279 жителей.
- 1959 год — 177 жителей (согласно переписи).
- 2004 год — 33 хозяйства, 68 жителей.